# Spirydon
Spirydon, Spirydion – imię męskie pochodzenia greckiego, wywodzące się od słowa spyridos — "koszyczek". Patronem tego imienia jest św. Spirydon z Tremituntu, biskup (IV wiek).
Spirydon imieniny obchodzi 12 grudnia.
Znane osoby noszące imię Spirydon:
- Spirydion Koiszewski, dowódca 25 Pułku Ułanów Wielkopolskich, dowódca sił NSZ w Powstaniu Warszawskim
- Spiro T. Agnew, republikański polityk amerykański, 39. wiceprezydent Stanów Zjednoczonych w latach 1969–1973
- Spiridon Marinatos, grecki archeolog
- Spirydion Ostaszewski, polski hipolog, pisarz, pierwowzór Podbipięty z powieści Ogniem i mieczem
- Spirydion Albański, polski piłkarz grający na pozycji bramkarza.